# 서나라
대서(大西), 약칭 서(西)는 명나라 말기 농민 반란 지도자였던 장헌충이 건국하여 1644년 1월 6일부터 1646년 12월 27일까지 2년간 존재한 나라이다.

## 역사

### 건국 이전
서나라가 건국되기 전인 명나라 말기에 장헌충은 이자성의 부장으로 자신의 농민 반란군 60만 여군을 지휘하여 1641년 호북 양양을 공격하여 양 충왕(襄忠王, 양 헌왕(襄憲王, 홍희제의 제5황자이자 양번왕의 후손)을 참살하여 양양 정벌에 성공을 하였고, 1643년에는 우창에 입성을 하여 스스로 "대서왕(大西王)"이라 칭하였다.

### 건국과 정책
1644년, 장헌충은 사천으로 전격 진출하여 대부분의 주군현(州郡縣)을 점령 및 장악하였으며, 특히 성도(成都)를 공격하여 촉 민왕(蜀愍王, 촉 헌왕(蜀獻王, 홍무제의 제11황자이자 촉번왕)의 후손)를 참살하여 사천 주둔 관련 세력을 넓혔다. 그리고 1644년 1월 6일을 기하여 국호 몇 연호를 대서(大西)라 하고, 스스로를 대서황제(大西皇帝)라 칭하였다. 이에 아울러 성도를 대서경(大西京)이라 개칭하고, 서나라의 독자 성향 과거 제도를 실시하여 관직 체계를 정비하는 한편 서나라 독자 성향 관련 화폐를 만들어 사용하였다.

### 멸망과 그 이후
그러나 청나라가 순나라와 서나라를 각각 공격하였다. 결국 1645년 4월 24일 순나라는 멸망, 5월 17일 이자성은 자살하였다.
이듬해 1646년, 당시 숭덕제의 장자 호오거가 이끄는 청나라 군사가 사천으로 진격하였고 이에 장헌충은 대서경에서 항전하였으나, 이에 견디지 못하고 1646년 12월 20일 장헌충은 손가망에게 선위하였으며 이정국이 섭정하였지만 불과 7일만에 서나라는 멸망하였다.
장헌충은 사천 일대를 떠나지 않은 채 손가망을 비롯한 옛 서나라의 제장 및 군사들을 이끌고 호로거의 군사들에 항쟁하였지만 1647년 1월 2일 처참히 패배하여 봉황산(鳳凰山)에서 전사하였다. 하지만 옛 서나라 반란군은 일정 세력을 유지하였고 1659년 투성(渝城)이 함락될 때까지 청나라에 저항을 하였다.

## 역대 황제
| 대수  | 시호                | 성명           | 재위기간        |
| ----- | ------------------- | -------------- | --------------- |
| 제1대 | 고진황제 (高秦皇帝) | 장헌충(張献忠) | 1644년 ~ 1646년 |
| 제2대 | 사황제 (嗣皇帝)     | 손가망(孫可望) | 1646년          |

## 같이 보기
- 순나라
- 청나라
- 남명
- 명말 민변